# Beachhandball bei den Asian Beach Games
Beachhandball bei den Asian Beach Games ist ein 2008 eingeführter Wettbewerb im Beachhandball. Er ist seit der ersten Durchführung der Asian Beach Games Bestandteil dieses Multisport-Ereignisses.
Die Wettbewerbe im Beachhandball werden bei den Asian Beach Games im Auftrag des Olympic Council of Asia von der Asian Handball Federation organisiert und durchgeführt. Nach den vier Jahre zuvor eingeführten Beachhandball-Asienmeisterschaften, die bis zur ersten Durchführung bei den Frauen einmal und den Männern zweimal ausgetragen wurden, waren es die zweiten kontinentalen Beachhandball-Wettbewerbe für ganz Asien für Nationalmannschaften, 2017 kamen noch die regionalen Südostasienmeisterschaften hinzu, die seit 2019 nach der Integrierung des Beachhandballs in die Südostasienspiele dort ihre Heimat haben. Die Asian Beach Games wurden zunächst sehr regelmäßig alle zwei Jahre ausgetragen. Zwischen 2016 und 2020 sollte auf einen Vierjahres-Rhythmus umgestellt werden, durch die COVID-19-Pandemie verzögert sich die für 2020 geplante sechste Austragung nun bis mindestens 2023.
Anders als in den anderen Weltregionen sind in Asien die dominierenden Mannschaften bei den Männern und den Frauen sehr verschieden. Einzig Thailand konnte bislang bei den Asian Beach Games bei beiden Geschlechtern Medaillen gewinnen, ein Titelgewinn bei Frauen und Männern gelang noch keiner Nation. Hinzu kommen Vietnam und Japan, die bei den Asienmeisterschaften bei beiden Geschlechtern Medaillen gewannen. Auffallend ist, dass die Teilnahme an dem Multidport-Ereignis Asian Beach Games fast durchweg nennenswert höher liegt als bei den Asienmeisterschaften, obwohl diese auch zur Qualifikation zu den Beachhandball-Weltmeisterschaften und den World Games dienen.

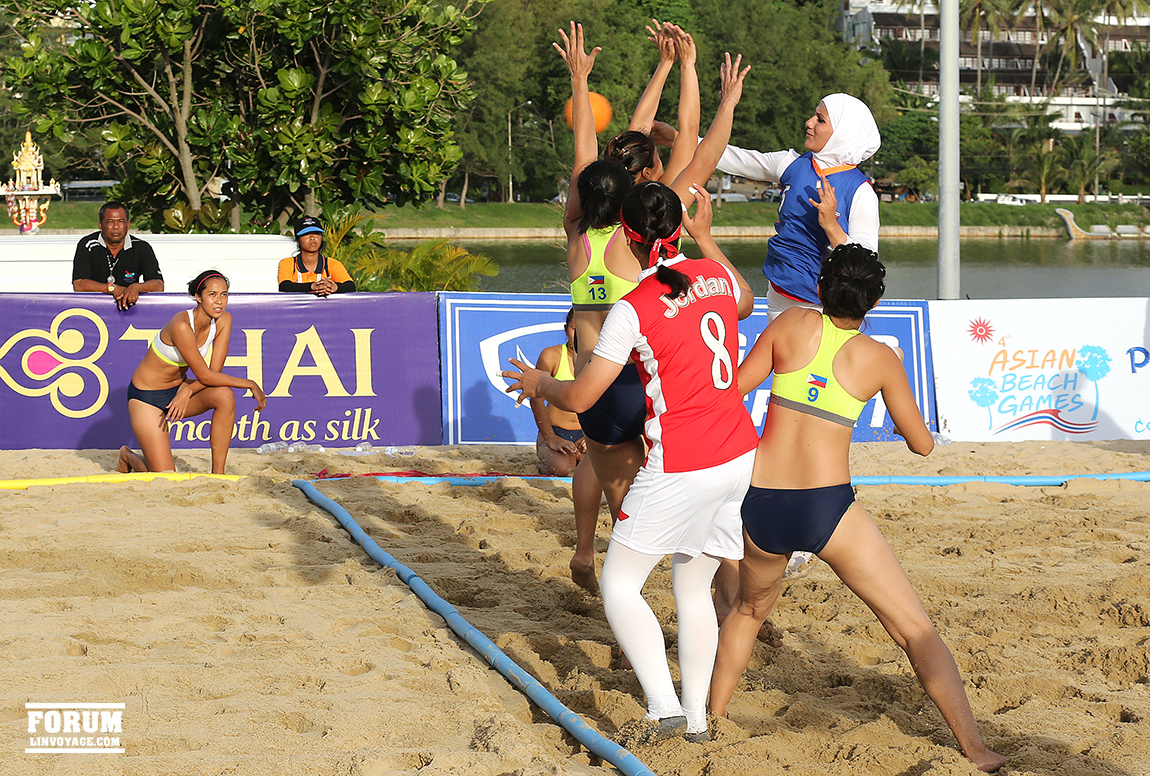
Scene aus dem Spiel Jordanien gegen die Philippinen (2014)

Bei den Frauen dominieren vor allem Mannschaften aus Ost- und Südostasien. Noch nie konnte eine Mannschaft eine Medaille gewinnen, die nicht aus diesen Regionen stammte. Überhaupt gewannen bislang nur vier Mannschaften überhaupt hier Medaillen: China drei Titel und eine Silbermedaille, Thailand und Vietnam je einen Titel drei weitere Medaillen und Taiwan drei Medaillen. Einzig China und China erreichten immer die Halbfinals. Neben diesen beiden Teams und Vietnam nahm nur noch Japan an allen bisherigen fünf Wettbewerben teil, konnte aber anders als bei den Asienmeisterschaften, wo auch ein Titel zu Buche steht, nie eine Medaille gewinnen.

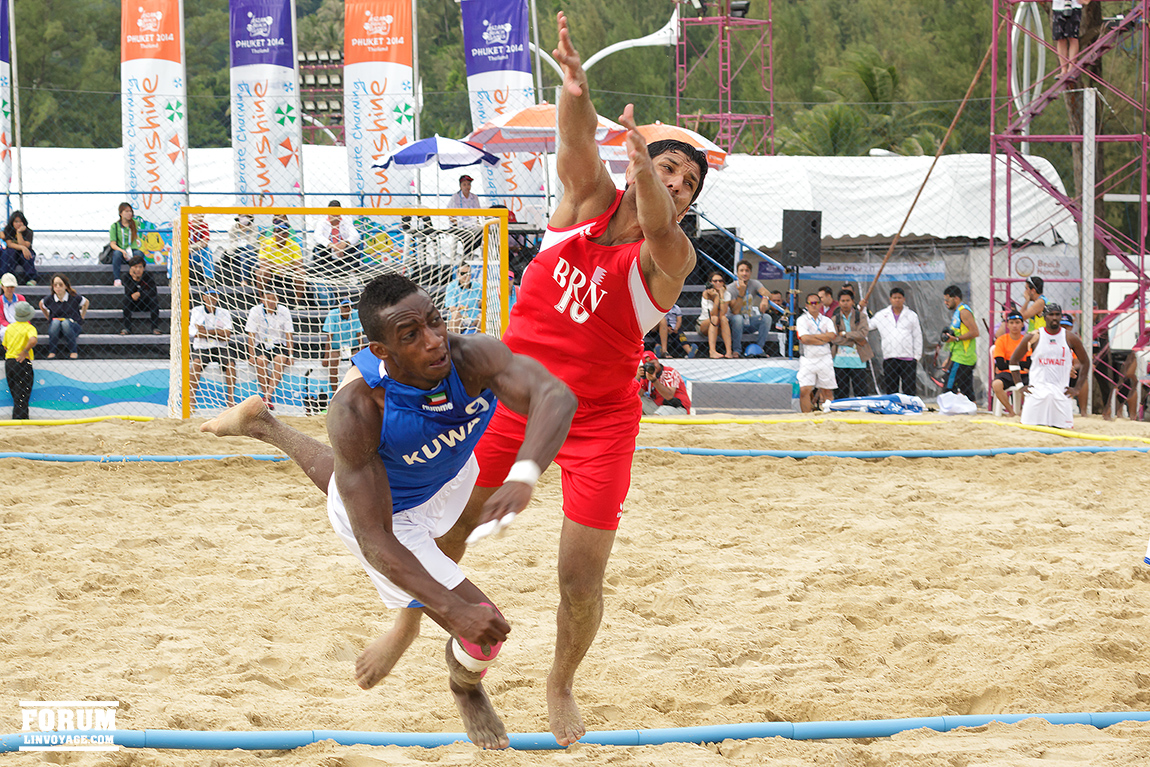
Scene aus dem Spiel Bahrein gegen Kuwait (2014)

Vollkommen anders sieht die Situation bei den Männern aus. Hier dominieren Mannschaften aus Vorderasien, insbesondere die Golfstaaten, sowie Pakistan. Die dominierende Nation ist Katar, die bislang drei Titel gewinnen konnte. Ähnlich erfolgreich ist Pakistan, das zwar nur einen Titel gewinnen konnte, aber bei allen fünf Teilnahmen und damit als einzige Mannschaft immer Medaillen gewinnen konnte. Ebenfalls erfolgreich ist Oman mit vier Halbfinal-Teilnahmen. Kuweit und Thailand waren vor allem bei den beiden ersten Austragungen erfolgreich.
Die Aufstellungen der Siegermannschaften finden sich auf der Liste der Sieger im Beachhandball bei den Asian Beach Games.

## Frauen
| 2008 Details | Bali, Indonesien             | China    | 2:0            | Thailand | Taiwan   | 2:0            | Indien   |
| 2010 Details | Maskat, Oman                 | China    | keine Playoffs | Thailand | Vietnam  | keine Playoffs | Japan    |
| 2012 Details | Haiyang, Volksrepublik China | China    | 2:0            | Taiwan   | Vietnam  | 2:1            | Thailand |
| 2014 Details | Phuket, Thailand             | Thailand | 2:0            | Taiwan   | Vietnam  | 2:1            | China    |
| 2016 Details | Đà Nẵng, Vietnam             | Vietnam  | 2:1            | China    | Thailand | 2:0            | Taiwan   |
| 2023 Details | Sanya, Volksrepublik China   |          |                |          |          |                |          |

### Platzierungen der weiblichen Nationalmannschaften
| Nation         | 2008 | 2010 | 2012 | 2014 | 2016 | 2023 |
| -------------- | ---- | ---- | ---- | ---- | ---- | ---- |
| Bangladesch    | 0–   | 0–   | 0–   | 0–   | 09   |      |
| China          | 01   | 01   | 01   | 04   | 02   |      |
| Hongkong       | 09   | 0–   | 07   | 06   | 06   |      |
| Indien         | 04   | 0–   | 09   | 10   | 08   |      |
| Indonesien     | 08   | 05   | 0–   | 0–   | 0–   |      |
| Japan          | 06   | 04   | 05   | 05   | 07   |      |
| Jordanien      | 07   | 0–   | 08   | 07   | 05   |      |
| Philippinen    | 0–   | 0–   | 10   | 09   | 0–   |      |
| Taiwan         | 03   | 0–   | 02   | 02   | 04   |      |
| Thailand       | 02   | 02   | 04   | 01   | 03   |      |
| Turkmenistan   | 0–   | 0–   | 06   | 08   | 0–   |      |
| Vietnam        | 05   | 03   | 03   | 03   | 01   |      |
| Teilnehmerzahl | 09   | 05   | 10   | 10   | 09   |      |

| Legende | Legende | Legende | Legende                                                           |
| ------- | ------- | ------- | ----------------------------------------------------------------- |
| 1       | 2       | 3       | Podest-Platzierungen                                              |
| 4       | 4       | 4       | Halbfinalisten                                                    |
| X       | X       | X       | Mannschaft zunächst gemeldet, aber nicht angetreten/zurückgezogen |

## Männer
| 2008 Details | Bali, Indonesien             | Pakistan | 2:1 | Kuwait   | Thailand | 2:1 | Katar   |
| 2010 Details | Maskat, Oman                 | Kuwait   | 2:0 | Pakistan | Thailand | 2:1 | Oman    |
| 2012 Details | Haiyang, Volksrepublik China | Katar    | 2:0 | Bahrein  | Pakistan | 2:1 | Oman    |
| 2014 Details | Phuket, Thailand             | Katar    | 2:0 | Oman     | Pakistan | 2:1 | Bahrein |
| 2016 Details | Đà Nẵng, Vietnam             | Katar    | 2:1 | Oman     | Pakistan | 2:1 | Vietnam |
| 2023 Details | Sanya, Volksrepublik China   |          |     |          |          |     |         |

### Platzierungen der männlichen Nationalmannschaften
| Nation         | 2008 | 2010 | 2012 | 2014 | 2016 | 2023 |
| -------------- | ---- | ---- | ---- | ---- | ---- | ---- |
| Afghanistan    | 0–   | 10   | 10   | 0–   | 10   |      |
| Bahrein        | 0–   | 07   | 02   | 04   | 05   |      |
| Bangladesch    | 0–   | 0–   | 0–   | 11   | 0–   |      |
| China          | 0–   | 0–   | 06   | 0–   | 0–   |      |
| Hongkong       | 0–   | 0–   | 11   | 09   | 08   |      |
| Indien         | 0–   | 0–   | 09   | 10   | 11   |      |
| Indonesien     | 08   | 08   | 0–   | 0–   | 0–   |      |
| Japan          | 07   | 11   | 07   | 06   | 06   |      |
| Jordanien      | 05   | 06   | 0–   | 0–   | 0–   |      |
| Katar          | 04   | 05   | 01   | 01   | 01   |      |
| Kuwait         | 02   | 01   | 05   | 05   | 0–   |      |
| Mongolei       | 0–   | 0–   | 14   | 0–   | 0–   |      |
| Oman           | 06   | 04   | 04   | 02   | 02   |      |
| Pakistan       | 01   | 02   | 03   | 03   | 03   |      |
| Sri Lanka      | 0–   | 0–   | 13   | 0–   | 09   |      |
| Taiwan         | 0–   | 09   | 0–   | 0–   | 0–   |      |
| Thailand       | 03   | 03   | 08   | 07   | 07   |      |
| Vietnam        | 0–   | 0–   | 12   | 08   | 04   |      |
| Teilnehmerzahl | 08   | 11   | 14   | 11   | 11   |      |

| Legende | Legende | Legende | Legende                                                           |
| ------- | ------- | ------- | ----------------------------------------------------------------- |
| 1       | 2       | 3       | Podest-Platzierungen                                              |
| 4       | 4       | 4       | Halbfinalisten                                                    |
| X       | X       | X       | Mannschaft zunächst gemeldet, aber nicht angetreten/zurückgezogen |

## Ranglisten
| 01 | Volksrepublik China | 3 | 1 | – | 4 | – | – | – | – | 3 | 1 | – | 4 |
| 02 | Katar               | – | – | – | – | 3 | – | – | 3 | 3 | – | – | 3 |
| 03 | Thailand            | 1 | 2 | 1 | 4 | – | – | 2 | 2 | 1 | 2 | 3 | 6 |
| 04 | Pakistan            | – | – | – | – | 1 | 1 | 3 | 5 | 1 | 1 | 3 | 5 |
| 05 | Kuwait              | – | – | – | – | 1 | 1 | – | 2 | 1 | 1 | – | 2 |
| 05 | Vietnam             | 1 | – | 3 | 4 | – | – | – | – | 1 | – | 3 | 4 |
| 05 | Taiwan              | – | 2 | 1 | 3 | – | – | – | – | – | 2 | 1 | 3 |
| 08 | Oman                | – | – | – | – | – | 2 |   | 2 | – | 2 | – | 2 |
| 08 | Bahrain             | – | – | – | – | – | – | – | – | – | 1 | – | 1 |